# Voljišnica
Voljišnica (spominje se i kao Voljičnica,Voljički potok, Voljička rijeka odnosno rika) je rijeka u Bosni i Hercegovini.
Rijeka Voljišnica nastaje od više izvora koji se nalaze ispod Raduškog kamena (1663 m), jednog od vrhova planine Raduše. U Trnovači se ulijeva u rijeku Trnovaču koja se nešto niže ulijeva u Vrbas. Cjelokupan tok rijeke se nalazi u općini Uskoplje.